# 전라남도

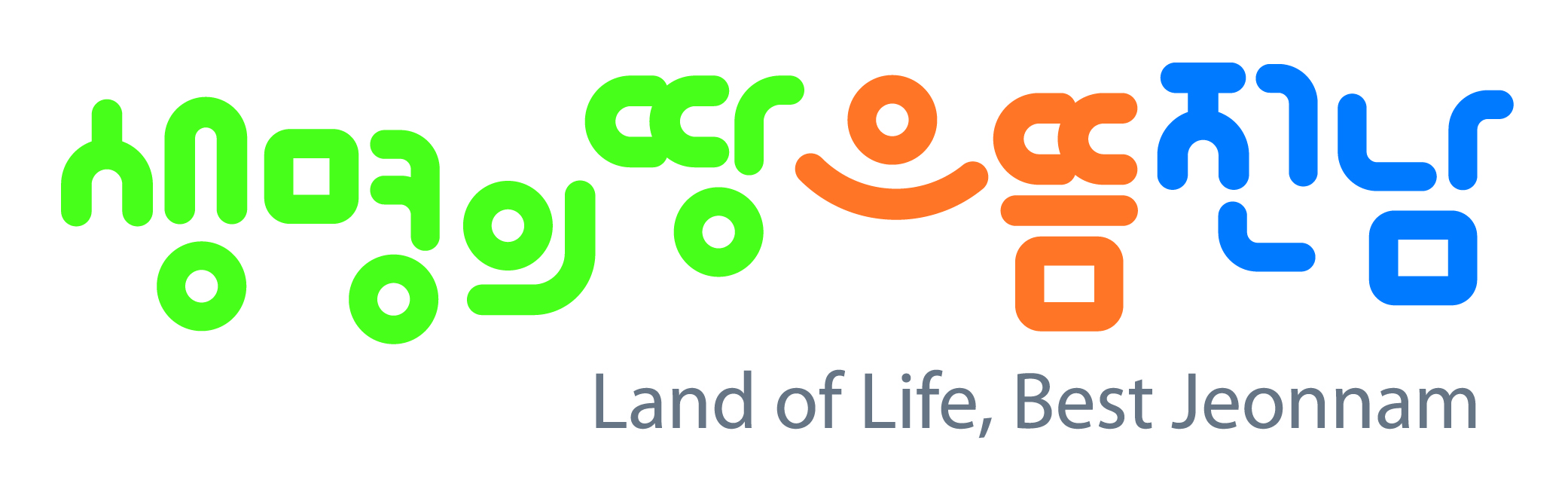
전라남도 슬로건

전라남도(全羅南道)는 대한민국의 남서부에 있는 도이다. 광주광역시를 둘러싸며, 서쪽으로 황해에 면하고, 북쪽으로 전북특별자치도, 동쪽으로는 소백산맥의 지리산과 섬진강을 경계로 경상남도, 남쪽으로는 남해를 경계로 제주특별자치도가 있다.
도청 소재지는 무안군 삼향읍의 남악신도시이며, 도 내 최대 도시인 순천시에 동부지역본부가 설치되어 있다. 행정구역은 5시 17군이다.

## 역사

### 개요
종래의 전라도는 1895년 6월 23일 23부제의 시행으로 잠시 전주부, 나주부, 남원부, 제주부로 나뉘었다가 다시 1896년 8월 4일에 이 4개의 부(府)를 폐지하고 전라남도와 전라북도로 나누었다.
앞서 1896년 6월 단발령에 대한 나주군민의 극심한 반발로 나주부를 폐지하고 광주로 이전하였는데, 전라남도가 설치되면서 수부(首府)를 광주로 확정하였다. 일제도 도청 소재지를 광주에 두었다. 이로써 고려시대 이래 전남 일대의 중심지였던 나주의 위상이 축소되고 남북국 시대까지 중심지였던 광주가 다시 성장하였다.
1896년부터 1945년까지 49년 동안 전라남도에 속했던 제주도(島)는 1946년 8월 1일 제주도(道)가 설치되면서 전라남도에서 분리되었고, 제주도가 떨어져 나간 지 41년 만에 광주광역시가 분리되었다. 도청 소재지는 옮기지 않고 19년 동안 더 위치하다가 2005년에 무안군 삼향면 남악리로 옮겼다.

### 연혁

#### 대한제국
- 1896년 8월 4일 종전의 나주부, 제주부 일원과 전주부 흥덕군, 장성군, 고창군, 영광군, 무장군, 지도군, 남원부 곡성군, 순천군, 광양군, 담양군, 옥과군, 창평군, 돌산군을 합쳐 1목(제주목) 32군을 관할하는 전라남도(정의·대정 2군은 전라남도가 아닌 제주목의 관할)가 설치되고, 수부(首府)를 광주군에 두었다.
- 1897년 6월 1일 순천군 율촌·여수·삼일·소라면을 관할로 여수군이 신설되었다.(1목 33군)
- 1897년 9월 12일 제주목 관할 구역 내에 제주군을 신설하고, 무안군을 무안부로 개편하였다.(1목 1부 33군)
- 1903년 7월 3일 무안부가 다시 무안군이 되었다.(1목 34군)
- 1906년 10월 1일 무안군이 다시 무안부가 되고, 제주목이 폐지되어 제주·정의·대정군을 전라남도가 직접 관할하게 되었다.(1부 33군)
- 1908년 10월 15일 화순군을 능주군에, 옥과군 및 담양군 일부를 창평군에 편입하고, 낙안군을 순천군과 보성군에 분할편입하였다.(1부 30군)

#### 일제강점기·미군정기
- 1910년 10월 1일 무안부를 목포부로 개칭하였다.
- 1914년 3월 1일 아래 표와 같이 부·군을 통폐합하였다.

| 부·군  | 위치 | 관할 구역 |
| ------ | ---- | --- |
| 목포부 | 목포 | 목포부 각국 거류지 일원, 부내면 내양동, 신창동, 연치동 일부, 남교동 일부, 북교동 일부, 죽동 일부, 온금동 일부 |
| 무안군 | 목포 | 목포부 삼향면, 일로면, 이로면, 박곡면, 일서면, 이서면, 석진면, 외읍면, 현화면, 다경면, 망운면, 해제면, 진하산면, 부내면 중 목포부에 속하지 않는 지역 지도군(고군산면, 위도면, 낙월면을 제외) 일원 완도군 팔금면 진도군 도초면 |
| 나주군 | 나주 | 남평군 일원 나주군 일원 함평군 장본면, 적량면, 여황면 광주군 소지면 송록리, 송하리 |
| 화순군 | 화순 | 동복군 일원 능주군 일원 |
| 곡성군 | 곡성 | 곡성군 일원 창평군 옥산면, 수면, 입면, 겸면, 화면, 지면 구례군 고달면 |
| 담양군 | 담양 | 담양군 일원 창평군 군내면, 고현내면, 내남면, 외남면, 서면, 북면, 장남면, 동서면, 장북면, 덕면, 대면, 가면 장성군 갑향면 광주군 갈전면, 대치면                                                                                 |
| 여수군 | 여수 | 여수군 일원 돌산군 두남면, 남면, 화개면, 옥정면(장도, 내백일리, 외백일리를 제외), 삼산면, 태인면 묘도 |
| 제주군 | 제주 | 제주군 일원 정의군 일원 대정군 일원 완도군 추자면, 보길면 횡간도 |
| 함평군 | 함평 | 함평군(대화면, 오산면, 장본면, 적황면, 여황면을 제외) 일원 목포부 금동면, 진례면, 좌촌면, 엄다면, 신로면 |
| 영광군 | 영광 | 영광군(외동면, 내동면, 현내면, 삼남면, 삼북면, 외서면을 제외) 일원 지도군 위도면, 낙월면 |
| 광주군 | 광주 | 광주군(갈전면, 대치면, 소지면 송록리, 송하리를 제외) 일원 함평군 오산면 |
| 광양군 | 광양 | 광양군 일원 돌산군 태인면(묘도를 제외) |
| 고흥군 | 흥양 | 흥양군 일원 돌산군 금산면, 봉래면, 옥정면 장도, 내백일리, 외백일리 완도군 득량면 |
| 보성군 | 보성 | 보성군 일원 장흥군 천포면, 회령면, 웅치면 |
| 강진군 | 강진 | 강진군(백도면 월성리, 항리, 만수리, 좌일리, 금당리, 내봉리, 동리, 중산리, 방축리, 남촌리를 제외) 일원 완도군 군내면 가우도 |
| 해남군 | 해남 | 해남군 일원 완도군 보길면 삼마도 강진군 백도면 월성리, 항리, 만수리, 좌일리, 금당리, 내봉리, 동리, 중산리, 방축리, 남촌리 |
| 장성군 | 장성 | 장성군(갑향면을 제외) 일원 함평군 대화면 영광군 외동면, 내동면, 현내면, 삼남면, 삼북면, 외서면 |
| 구례군 | 구례 | 구례군(고달면을 제외) 일원 |
| 장흥군 | 장흥 | 장흥군(천포면, 회령면, 웅치면을 제외) 일원 |
| 완도군 | 완도 | 완도군(팔금면, 득량면, 추자면, 보길면 횡간도, 삼마도, 군내면 가우도를 제외) 일원 |
| 진도군 | 진도 | 진도군(도초면을 제외) 일원 |
| 순천군 | 순천 | 순천군 일원 |
| 영암군 | 영암 | 영암군 일원 |

- 1915년 5월 1일 제주군을 제주도(島)로 개편하였다.
- 1933년 4월 1일 도제(道制)가 시행됨에 따라 법인격이 부여된 지방자치단체가 되었다.
- 1935년 10월 1일 광주군 광주읍이 광주부로 승격하고, 광주군은 광산군으로 개명하였다.
- 1946년 8월 1일 전라남도 제주도(島)가 북제주군과 남제주군으로 분리되어 신설 제주도(道)에 편입되었다. 이로써 제주도는 전라남도에서 분리되어 독립된 행정 구역이 되었다.

#### 대한민국
- 1949년 8월 13일 여수군 여수읍이 여수부로, 순천군 순천읍이 순천부로 승격하고, 여수군은 여천군으로, 순천군은 승주군으로 개명하였다.
- 1949년 8월 15일 목포부를 목포시로, 광주부를 광주시로, 여수부를 여수시로, 순천부를 순천시로 개명하였다.
- 1952년 5월 20일 전라남도의회가 개원하였다.
- 1961년 5월 16일 군사혁명위원회에 의해 도의회가 해산되었다.
- 1969년 무안군에서 신안군이 분리, 신설되었다.
- 1976년 여천군 삼일면·쌍봉면을 관할하는 여천지구출장소가 설치되었다.
- 1981년 7월 1일 나주군 나주읍·영산포읍이 금성시로 승격하였다.
- 1986년 1월 1일 광양군 골약면·태금면을 관할하는 광양출장소가 설치되었다.
- 1986년 11월 1일 광주시가 정부 직할 광주직할시가 되어 전라남도의 관할 구역에서 제외되었다. 같은 날 금성시가 나주시로 개칭하고, 광산군 송정읍이 송정시로, 여천지구출장소가 여천시로 승격하였다.
- 1988년 1월 1일 전라남도 송정시와 광산군이 폐지되어 해당 관할 구역은 광주직할시에 편입되었다.
- 1989년 1월 1일 광양출장소가 동광양시로 승격하였다.
- 1991년 7월 8일 전라남도의회가 다시 개원하였다.
- 1995년 1월 1일 순천시와 승주군, 나주시와 나주군, 동광양시와 광양군이 각각 통합되고 도농복합형태의 순천시, 나주시, 광양시가 설치되었다.
- 1998년 4월 1일 여수시, 여천시, 여천군이 통합되면서 도농복합형태의 여수시가 설치되었다.
- 2005년 10월 21일 순천시에 전라남도 동부출장소가 설치되었다.
- 2005년 11월 11일 전라남도청이 광주광역시 동구 충장동에서 무안군 삼향면 남악리로 이전하였다.
- 2014년 8월 1일 순천시에 있던 동부출장소가 동부지역본부로 출범하였다.

## 지리

### 자연 지리
전라남도는 한반도 서남부에 위치하고 있으며, 동쪽은 소백산맥의 높은 봉우리로 경상남도와 경계를 이루고 있고, 서쪽은 노령산맥의 구릉성 저산지로 전라북도와 경계를 이루고 있다.
동고서저와 북고남저의 형태이며, 동쪽이 북쪽에 비해 높으며, 남서해안은 리아스식 해안을 이루고 있다. 섬은 1,965개로 전국 섬의 62%를 차지한다.
전라남도를 흐르는 하천은 서남부 및 서북부의 광대한 평야를 유역에 형성시켜 비옥한 농토를 제공하고 목포만으로 유입하는 영산강과 전라북도에서 발원하여 호남의 동부 산악 지대를 흘러내리고 있는 섬진강, 장흥군과 강진군 유역을 흐르는 탐진강으로 삼분되며, 전라남도의 평야는 영산강 유역의 나주평야가 전라북도의 호남평야와 더불어 대한민국 굴지의 곡창지대를 형성하고 있다.

## 행정 구역
전라남도의 행정 구역은 2017년 9월 말을 기준으로 5시 17군으로 구성되어 있다. 그리고 33개의 읍, 196개의 면, 68개의 동이 있다.
| 이름     | 한자     | 세대    | 인구      | 면적     |
| -------- | -------- | ------- | --------- | -------- |
| 목포시   | 木浦市   | 102,599 | 229,744   | 50.12    |
| 여수시   | 麗水市   | 123,794 | 282,356   | 503.33   |
| 순천시   | 順天市   | 117,373 | 281,014   | 907.45   |
| 나주시   | 羅州市   | 56,168  | 114,671   | 608.59   |
| 광양시   | 光陽市   | 64,829  | 153,335   | 456.34   |
| 담양군   | 潭陽郡   | 23,514  | 46,443    | 456.96   |
| 곡성군   | 谷城郡   | 15,261  | 28,773    | 547.44   |
| 구례군   | 求禮郡   | 13,167  | 26,214    | 443.24   |
| 고흥군   | 高興郡   | 34,802  | 64,851    | 776.4    |
| 보성군   | 寶城郡   | 22,350  | 41,398    | 663.46   |
| 화순군   | 和順郡   | 30,131  | 62,642    | 786.84   |
| 장흥군   | 長興郡   | 20,188  | 38,489    | 622.37   |
| 강진군   | 康津郡   | 18,359  | 35,226    | 500.47   |
| 해남군   | 海南郡   | 34,881  | 70,212    | 1,013.8  |
| 영암군   | 靈岩郡   | 27,354  | 54,484    | 603.49   |
| 무안군   | 務安郡   | 36,785  | 81,144    | 448.95   |
| 함평군   | 咸平郡   | 17,845  | 32,785    | 392.35   |
| 영광군   | 靈光郡   | 26,718  | 53,835    | 475.04   |
| 장성군   | 長城郡   | 22,879  | 45,625    | 518.52   |
| 완도군   | 莞島郡   | 25,852  | 50,630    | 396.13   |
| 진도군   | 珍島郡   | 16,133  | 30,685    | 439.90   |
| 신안군   | 新安郡   | 21,757  | 40,156    | 655.44   |
| 전라남도 | 全羅南道 | 872,739 | 1,864,712 | 12,256.6 |

- 인구 2020년, 면적은 2012년 기준

### 없어진 행정구역
- 광주시
- 고창군
- 제주도
- 금성시(現 나주시)
- 나주군
- 송정시
- 광산군
- 동광양시
- 광양군
- 승주군
- 여천시
- 여천군
- 남평군
- 돌산군
- 지도군
- 대정군
- 정의군
- 광주군
- 낙안군
- 능주군
- 옥과군
- 창평군
- 분령군
- 흥양군
- 만경군
- 여수부
- 흥덕군
- 무장군
- 무진군
- 금성군
- 나주부
- 발라군
- 광주부

## 인구
1945년 광복 당시 전라남도는 한반도에서 인구가 가장 많은 지역 중 하나로, 농업 중심의 사회 구조 속에서 농촌 인구가 밀집하였다. 1960년대 초반에는 인구가 약 400만 명을 상회하였으며, 이는 전국 최대 규모에 해당하였다.
1970년대 이후 급격한 산업화가 진행되면서 서울 및 수도권, 그리고 울산·창원 등 산업도시로의 대규모 인구 유출이 발생하였다. 이로 인하여 농촌 지역의 인구는 급속히 감소하였고, 전라남도의 전체 인구는 정체 또는 감소 국면에 들어섰다. 1980년대 후반에는 인구가 약 350만 명 수준으로 축소되었으며, 이 시기부터 농촌 고령화 현상이 본격화되었다.
1986년 광주직할시(現 광주광역시)가 전라남도에서 분리되면서 행정구역 내 인구가 대폭 줄어들었다. 이후에도 군 단위 지역은 지속적인 인구 감소를 겪었으며, 여수·목포·순천 등 일부 시 단위 지역만이 산업 및 항만, 관광 개발에 힘입어 제한적인 증가세를 나타냈다. 그러나 전라남도의 전체 인구는 2000년대에 이르러 200만 명대 수준으로 하락하였다.
2010년대 이후 전라남도의 인구는 약 180만 명대에 머물고 있으며, 이는 전국적으로 가장 빠른 감소 속도를 보이는 지역 중 하나이다. 또한 초고령화 비율이 전국에서 가장 높은 수준에 도달하였다. 순천·여수·광양 등 동부권의 도시들은 산업 및 항만 개발, 관광 자원 등에 기반하여 비교적 인구가 안정적인 추세를 보이는 반면, 다수의 군 단위 농촌 지역은 지속적인 인구 유출과 급격한 고령화를 겪고 있다.
전라남도(에 해당하는 지역, 광주시/광산군 및 광주광역시 제외)의 연도별 인구 추이
| 연도   | 총인구      | 인구그래프 | 비고                             |
| ------ | ----------- | ---------- | -------------------------------- |
| 1925년 | 2,123,539명 |            |                                  |
| 1930년 | 2,405,951명 |            |                                  |
| 1935년 | 2,538,554명 |            |                                  |
| 1940년 | 2,616,370명 |            |                                  |
| 1945년 | 2,778,677명 |            |                                  |
| 1950년 | 3,048,470명 |            |                                  |
| 1955년 | 3,126,304명 |            |                                  |
| 1960년 | 3,551,362명 |            |                                  |
| 1965년 | 3,976,378명 |            |                                  |
| 1970년 | 4,004,783명 |            |                                  |
| 1975년 | 3,962,698명 |            |                                  |
| 1980년 | 3,783,002명 |            |                                  |
| 1985년 | 3,747,738명 |            |                                  |
| 1990년 | 2,510,209명 |            | 1986년 광주직할시 승격 분리 감소 |
| 1995년 | 2,066,253명 |            |                                  |
| 2000년 | 1,994,287명 |            |                                  |
| 2005년 | 1,815,193명 |            |                                  |
| 2010년 | 1,728,758명 |            |                                  |
| 2011년 | 1,737,637명 |            |                                  |
| 2012년 | 1,753,690명 |            |                                  |
| 2013년 | 1,770,000명 |            |                                  |
| 2014년 | 1,785,580명 |            |                                  |
| 2015년 | 1,798,427명 |            |                                  |
| 2016년 | 1,796,682명 |            |                                  |
| 2017년 | 1,792,329명 |            |                                  |
| 2018년 | 1,818,376명 |            |                                  |
| 2019년 | 1,880,107명 |            |                                  |
| 2020년 | 1,864,712명 |            |                                  |

남녀 성비는 1.01로 대체적으로 유사하며, 시군별로는 신안군 (1.13)이 가장 높고, 광양시 (1.08), 영암군 (1.06), 여수시 (1.04), 장성군 (1.05), 담양군 (1.04), 나주시 (1.01), 무안군 (1.01), 완도군 (1.01), 함평군 (1.00), 목포시 (0.99), 순천시 (0.99), 영광군 (0.99), 화순군 (0.98), 진도군 (0.97), 해남군 (0.97), 곡성군 (0.96), 구례군 (0.95), 보성군 (0.94), 장흥군 (0.94), 고흥군 (0.94), 강진군 (0.93) 순으로 높다.

## 교통
전라남도의 교통은 개발의 역사가 길고 타 직여에 비해 험준한 산지가 비교적 적어 일찍부터 발달하였다.

### 항공
항공교통으로서는 광주공항을 기점으로 서울 및 제주와 연결되고, 여수공항이 있다. 2007년 무안국제공항이 완공되면서 목포공항의 기능이 무안국제공항으로 이전하였고 2008년에 광주공항의 국제선 노선까지 이전하였으나 적자로 인해 운항편수를 감편 및 운휴 등의 조치를 취하는 사례도 일부 있다.
※ 목포공항은 무안국제공항이 개항되면서 2007년 11월 8일에 폐쇄되었다.

### 철도
철도는 총연장 432km에 이르고 서부에 호남선 (1914년 개통), 동부에 전라선 (1937년 개통), 그리고 남부에 경남을 잇는 경전선 (1905년 개통)의 3선이 근간을 이룬다. 철도의 수송 분담률은 근래 고속도로의 개통과 자동차의 증차, 항만 시설의 확장으로 차차 그 비중이 낮아지고 있다. 또한 2015년 호남고속선이 개통되었다.

### 도로
도로는 고속도로 8개 노선, 국도 12개 노선, 국가지원지방도 7개 노선, 지방도 708 ~ 897호선 등이 존재한다. 고속도로는 서해안고속도로, 무안광주고속도로와 광주대구고속도로, 광주외곽순환고속도로, 남해고속도로, 순천완주고속도로, 호남고속도로, 고창담양고속도로가 있다. 국도는 국도 제1호선, 국도 제2호선, 국도 제13호선, 국도 제23호선 등이 있다.

### 해운
해운업은 목포·여수를 기지로 하여 다도해에 산재하여 있는 수많은 도서와 육지를 연결하고 있으며, 특히 목포는 제주와, 여수는 부산을 잇는 항로의 주요 기지이다. 근래에 들어서는 완도와 장흥이 크게 활기를 띠고 있다. 또한 물류항은 목포신항과 광양항이 담당하고 있다.

## 경제
전라남도는 통계청이 발표한 ‘지난 2020년기준 시·도지역 소득’에 따르면 지난 2020년 전남도 지역내총생산은 78조 1000억 원으로 지난 2019년보다 1조 2000억 원(1.5%) 증가했다. 또 지난 2020년 ‘1인당 개인소득’은 2010만 원으로 지난 2019년 대비 103만 원(5.4%)이 늘었다. 재정자립도 부문에서 전국에서 가장 가난한 도시로 전라남도가 지정됐다. 심지어 전남 재정자립도, 전국 평균의 절반으로 나타났다.

## 교육

### 교육 수준
한국교육평가원이 평가하길 전라남도는 '2018년도 대학수학능력시험 평가'에서 전국 꼴찌를 기록했다. 2022년에도 전라남도는 '2022년도 대학수학능력시험 평가'에서 전국 꼴찌를 기록했다. 반대로 전국 1위는 부촌인 서울 강남구, 2위는 부촌인 대구 수성구 등이었다.

### 4년제 대학교
| 국공립대학교 | 전남대학교 여수캠퍼스 | 국립목포대학교   | 국립목포해양대학교 | 국립순천대학교 |
| 사립대학교   | 동신대학교            | 목포가톨릭대학교 | 세한대학교         | 영산선학대학교 |

### 2년제 대학교
- 목포과학대학교=목포과학대학교(木浦科學大學校, Mokpo Science University)는 대한민국 전라남도 목포시에 위치한 전문대학이다.
- 순천제일대학교=순천제일대학교(順天第一大學校, Suncheon Jeil College)는 전라남도 순천시에 위치한 대한민국의 전문대학이다.
- 한영대학교=한영대학교(漢永大學校, Hanyeong College University)은 1992년에 설립된 대한민국 전라남도 여수시에 위치한 전문대학이다.
- 청암대학교=청암대학교(靑巖大學校, Chungam College)는 전라남도 순천시에 있는 전문대학이다.
- 고구려대학교=고구려대학교(高句麗大學校, Koguryeo College)는 전라남도 나주시에 위치한 전문대학이다.
- 광양보건대학교=광양보건대학교(光陽保健大學校, Gwangyang Health Science University)는 전라남도 광양시에 있는 사립 전문대학이다. 이홍하가 설립한 4개 대학 중 하나이다.
- 동아보건대학교=동아보건대학교(동아保健大學校, Donga College of Health)는 전라남도 영암군에 위치한 대한민국의 전문대학이다.
- 한국폴리텍5대학 전남캠퍼스=한국폴리텍Ⅴ대학(韓國폴리텍五大學, Korea Polytechnic Ⅴ)은 대한민국의 광주광역시, 전라북도, 전라남도를 관할로 한 지역거점 폴리텍대학의 하나이다.

### 중학교·고등학교
부속도서가 많은 지역이라서 중학교 산하의 분교장이 타 지역보다 많이 분포한다. 중학교 분교와 초등학교가 같이 운영되는 곳도 있다.

### 초등학교
부속도서가 많은 지역이라서 초등학교 산하의 분교장이 많이 분포한다. 중학교 분교와 초등학교가 같이 운영되는 곳도 있다.

## 문화

### 사찰
- 송광사

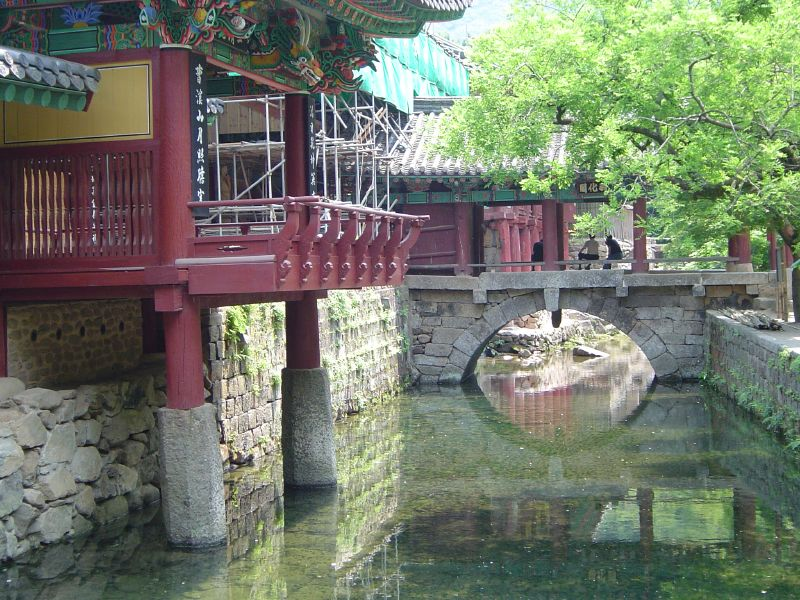
순천 송광사 입구

순천시 송광면 신평리 조계산 북쪽 기슭에 자리잡은 절로서, 합천 해인사(법보사찰), 양산 통도사(불보사찰)와 더불어 한국 삼보사찰로 불리고 있다.
신라 말엽에 혜린대사가 작은 암자를 짓고 길상사라 부르던 것을 시작으로 보조국사 지눌이 정혜사를 이곳으로 옮겨와 수도, 참선 도량으로 삼은 뒤부터 승보사찰이 되었다. 지눌, 진각을 비롯한 16국사를 배출하였다. 목조삼존불감, 국사전 등의 국보와 보물이 있다.

### 전라남도의 문화재
- 전라남도의 유형문화재
- 전라남도의 무형문화재
- 전라남도의 기념물
- 전라남도의 민속문화재
- 전라남도의 문화재자료

## 스포츠
| 리그명 | 팀명            | 창단연도 | 홈 경기장        |
| K리그2 | 전남 드래곤즈   | 1994년   | 광양축구전용구장 |
| K3리그 | 목포시청        | 2009년   | 목포국제축구센터 |
| K5리그 | 신안 FC         | 2020년   | 목포국제축구센터 |
| K5리그 | 영광 FC         | 2010년   | 영광스포티움     |
| K5리그 | 여수 안심산클럽 | 2020년   | 여수진남운동장   |
| K5리그 | 순천 천명 FC    | 2020년   | 팔마종합운동장   |

## 해외 교류
| 지역 & 국가  | 도시                       |
| ------------ | -------------------------- |
| 독일         | 브레멘주                   |
| 독일         | 슐레스비히홀슈타인주       |
| 러시아       | 노보시비르스크주           |
| 말레이시아   | 크다주                     |
| 미국         | 메릴랜드주                 |
| 미국         | 미주리주                   |
| 미국         | 버지니아주                 |
| 미국         | 애리조나주                 |
| 미국         | 오리건주                   |
| 베트남       | 바리어붕따우성(巴地头顿省) |
| 베트남       | 껀터(芹苴市)               |
| 인도네시아   | 서자와주                   |
| 인도네시아   | 중앙술라웨시주             |
| 일본         | 고치현                     |
| 일본         | 나가사키현                 |
| 일본         | 사가현                     |
| 일본         | 야마구치현                 |
| 일본         | 후쿠오카현                 |
| 중국         | 산둥성(山东省)             |
| 중국         | 산시성 (산서성)(山西省)    |
| 중국         | 상하이시(上海市)           |
| 중국         | 쓰촨성(四川省)             |
| 중국         | 장시성(江西省)             |
| 중국         | 장쑤성(江苏省)             |
| 중국         | 저장성(浙江省)             |
| 중국         | 충칭시(重庆市)             |
| 중국         | 푸젠성(福建省)             |
| 중국         | 후난성(湖南省)             |
| 체코         | 모라바슬레스코주           |
| 콜롬비아     | 보야카주                   |
| 키르기스스탄 | 추이주                     |
| 태국         | 라용주                     |
| 필리핀       | 리살주                     |

## 같이 보기
- 전라남도청
- 전라남도의회